# サッカー競技場一覧
サッカー競技場一覧（サッカーきょうぎじょういちらん）は、世界各国のサッカー競技に使用される代表的な施設の一覧である。

## 収容人数順
| 順位 | 競技場名                                                 | 収容人数 | 都市               | 国                     | ホームチーム                                      |
| ---- | -------------------------------------------------------- | -------- | ------------------ | ---------------------- | ------------------------------------------------- |
| 1    | 綾羅島メーデー・スタジアム                               | 114,000  | 平壌               | 朝鮮民主主義人民共和国 |                                                   |
| 2    | エスタディオ・アステカ                                   | 105,000  | メキシコシティ     | メキシコ               | クルブ・アメリカ                                  |
| 3    | ブキット・ジャリル国立競技場                             | 100,000  | クアラルンプール   | マレーシア             | サッカーマレーシア代表                            |
| 4    | カンプ・ノウ                                             | 99,354   | バルセロナ         | スペイン               | FCバルセロナ                                      |
| 5    | FNBスタジアム                                            | 94,700   | ヨハネスブルグ     | 南アフリカ             | 2010 FIFAワールドカップ                           |
| 6    | ウェンブリー・スタジアム                                 | 90,000   | ロンドン           | イングランド           | サッカーイングランド代表                          |
| 7    | ゲロラ・ブン・カルノ・スタジアム                         | 88,306   | ジャカルタ         | インドネシア           |                                                   |
| 8    | ボルグ・エル・アラブ・スタジアム                         | 86,000   | アレクサンドリア   | エジプト               |                                                   |
| 9    | エスタディオ・サンティアゴ・ベルナベウ                   | 85,454   | マドリード         | スペイン               | レアル・マドリード                                |
| 10   | ソルトレイク・スタジアム                                 | 85,000   | コルカタ           | インド                 |                                                   |
| 11   | スタジアム・オーストラリア                               | 83,500   | シドニー           | オーストラリア         |                                                   |
| 12   | マラカナン                                               | 82,238   | リオデジャネイロ   | ブラジル               |                                                   |
| 13   | スタッド・ド・フランス                                   | 81,338   | サン＝ドニ         | フランス               | サッカーフランス代表、ラグビーフランス代表        |
| 14   | ジグナル・イドゥナ・パルク                               | 81,264   | ドルトムント       | ドイツ                 | ボルシア・ドルトムント                            |
| 15   | エスタディオ・モヌメンタル                               | 80,093   | リマ               | ペルー                 |                                                   |
| 16   | サン・シーロ                                             | 80,074   | ミラノ             | イタリア               | ACミラン, インテル                                |
| 17   | 広東オリンピックスタジアム                               | 80,012   | 広州市             | 中国                   | 2010年アジア大会                                  |
| =18  | 北京国家体育場                                           | 80,000   | 北京市             | 中国                   |                                                   |
| =18  | スタッド・デ・マルティール                               | 80,000   | キンシャサ         | コンゴ民主共和国       |                                                   |
| =19  | 上海体育場                                               | 80,000   | 上海市             | 中国                   |                                                   |
| 20   | ルジニキ・スタジアム                                     | 78,360   | モスクワ           | ロシア                 |                                                   |
| 21   | アザディ・スタジアム                                     | 78,116   | テヘラン           | イラン                 | サッカーイラン代表                                |
| 22   | オールド・トラッフォード                                 | 75,957   | マンチェスター     | イングランド           | マンチェスター・ユナイテッド                      |
| 23   | ミネイロン                                               | 75,783   | ベロオリゾンテ     | ブラジル               |                                                   |
| 24   | アタテュルク・オリンピヤト・スタドゥ                     | 75,480   | イスタンブール     | トルコ                 |                                                   |
| 25   | エスタジオ・ゴヴェルナドール・プラーシド・カステロ       | 75,263   | サンルイス         | ブラジル               |                                                   |
| =26  | カイロ国際スタジアム                                     | 75,000   | カイロ             | エジプト               |                                                   |
| =26  | アレッポ国際スタジアム                                   | 75,000   | アレッポ           | シリア                 |                                                   |
| =27  | ジャワハルラール・ネルー・スタジアム                     | 75,000   | ニューデリー       | インド                 |                                                   |
| 28   | ミレニアム・スタジアム                                   | 74,500   | カーディフ         | ウェールズ             |                                                   |
| 29   | ベルリン・オリンピアシュタディオン                       | 74,228   | ベルリン           | ドイツ                 | ヘルタ・ベルリン                                  |
| 30   | スタディオ・オリンピコ                                   | 72,698   | ローマ             | イタリア               | ASローマ, SSラツィオ                              |
| 31   | 横浜国際総合競技場                                       | 72,327   | 横浜市             | 日本                   | 横浜F・マリノス                                   |
| 32   | アテネ・オリンピックスタジアム                           | 71,030   | アテネ             | ギリシャ               | AEKアテネ, パナシナイコスFC                       |
| =33  | ヤデガレ・エマーム・スタジアム                           | 70,000   | タブリーズ         | イラン                 |                                                   |
| =33  | モーゼス・マヒダ・スタジアム                             | 70,000   | ダーバン           | 南アフリカ             |                                                   |
| =34  | アリアンツ・アレーナ                                     | 69,901   | ミュンヘン         | ドイツ                 | FCバイエルン・ミュンヘン, TSV1860ミュンヘン       |
| 35   | シャー・アラム・スタジアム                               | 69,372   | シャー・アラム     | マレーシア             |                                                   |
| 36   | ケープタウン・スタジアム                                 | 69,070   | ケープタウン       | 南アフリカ             | 2010 FIFAワールドカップ, アヤックス・ケープタウン |
| 37   | オリンピスキ・スタジアム                                 | 69,004   | キエフ             | ウクライナ             | ディナモ・キエフ                                  |
| 38   | ジレット・スタジアム                                     | 68,756   | フォックスボロ     | アメリカ               | ニューイングランド・レボリューション              |
| 39   | 国立競技場                                               | 68,000   | 東京都             | 日本                   |                                                   |
| 40   | エスタディオ・メトロポリターノ                           | 67,829   | マドリード         | スペイン               | アトレティコ・マドリード                          |
| 41   | エスタジオ・ド・モルンビー                               | 67,428   | サンパウロ         | ブラジル               |                                                   |
| =42  | クエスト・フィールド                                     | 67,000   | シアトル           | アメリカ               | シアトル・サウンダーズFC                          |
| =42  | キング・ファハド国際スタジアム                           | 67,000   | リヤド             | サウジアラビア         |                                                   |
| 44   | ソウルワールドカップ競技場                               | 66,704   | ソウル             | 韓国                   | サッカー大韓民国代表, FCソウル                    |
| 45   | オリンピック・スタジアム                                 | 66,308   | モントリオール     | カナダ                 | モントリオールオリンピック                        |
| 46   | 北京工人体育場                                           | 66,161   | 北京市             | 中国                   | 北京国安                                          |
| =47  | エスタディオ・センテナリオ                               | 66,000   | モンテビデオ       | ウルグアイ             |                                                   |
| =47  | 1962年7月5日スタジアム                                   | 66,000   | アルジェ           | アルジェリア           | MCアルジェ                                        |
| 50   | 大邱スタジアム                                           | 65,764   | 大邱               | 韓国                   | 大邱FC                                            |
| 51   | エスタディオ・ダ・ルス                                   | 65,647   | リスボン           | ポルトガル             | SLベンフィカ                                      |
| 52   | ラジャマンガラ・スタジアム                               | 65,000   | バンコク           | タイ                   |                                                   |
| 52   | スタッド・オリンピック・ド・ラデ                         | 65,000   | ラデス             | チュニジア             |                                                   |
| 53   | 埼玉スタジアム2002                                       | 63,700   | さいたま市         | 日本                   | サッカー日本代表,浦和レッズ                       |
| 54   | エスタディオ・オリンピコ・ウニベルシタリオ               | 63,186   | メキシコシティ     | メキシコ               |                                                   |
| 55   | トッテナム・ホットスパー・スタジアム                     | 62,850   | ロンドン           | イングランド           | トッテナム・ホットスパーFC                        |
| 56   | エリス・パーク・スタジアム                               | 62,567   | ヨハネスブルグ     | 南アフリカ             |                                                   |
| 57   | 青島天泰体育場                                           | 62,000   | 青島市             | 中国                   | 青島中能                                          |
| 58   | アレナ・アウフシャルケ                                   | 61,482   | ゲルゼンキルヒェン | ドイツ                 | FCシャルケ04                                      |
| 59   | エミレーツ・スタジアム                                   | 60,361   | ロンドン           | イングランド           | アーセナルFC                                      |
| 60   | セルティック・パーク                                     | 60,355   | グラスゴー         | スコットランド         | セルティックFC                                    |
| 61   | スタディオ・ディエゴ・アルマンド・マラドーナ             | 60,240   | ナポリ             | イタリア               | SSCナポリ                                         |
| 62   | コモンウェルス・スタジアム                               | 60,081   | エドモントン       | カナダ                 |                                                   |
| 63   | エスタジオ・ド・アルーダ                                 | 60,044   | レシフェ           | ブラジル               | サンタクルスFC                                    |
| 64   | スタッド・ヴェロドローム                                 | 60,031   | マルセイユ         | フランス               | オリンピック・マルセイユ                          |
| =65  | エスタジオ・フォンテ・ノヴァ                             | 60,000   | サルバドール       | ブラジル               |                                                   |
| =65  | ジャービル・アル＝アフマド国際スタジアム                 | 60,000   | クウェート         | クウェート             |                                                   |
| =65  | アル・シャアブ・スタジアム                               | 60,000   | バグダード         | イラク                 |                                                   |
| =65  | アブジャ・スタジアム                                     | 60,000   | アブジャ           | ナイジェリア           | サッカーナイジェリア代表                          |
| =65  | レイク・タンガニーカ・スタジアム                         | 60,000   | キゴーマ           | タンザニア             |                                                   |
| =65  | ベンジャミン・ムカパ国立競技場                           | 60,000   | ダルエスサラーム   | タンザニア             | サッカータンザニア代表                            |
| =65  | スタッド・レオポール・セダール                           | 60,000   | ダカール           | セネガル               |                                                   |
| =65  | モイ国際スポーツセンター                                 | 60,000   | ナイロビ           | ケニア                 | サッカーケニア代表                                |
| =65  | 南京オリンピック・スポーツセンター                       | 60,000   | 南京市             | 中国                   |                                                   |
| =65  | トルコ・テレコム・アリーナ                               | 60,000   | イスタンブール     | トルコ                 | ガラタサライ                                      |
| =65  | ナショナル・スポーツ・スタジアム                         | 60,000   | ハラレ             | ジンバブエ             | サッカージンバブエ代表                            |
| =65  | 瀋陽オリンピック・スポーツセンター・スタジアム           | 60,000   | 瀋陽市             | 中国                   |                                                   |
| =65  | 天河体育中心体育場                                       | 60,000   | 広州市             | 中国                   |                                                   |
| =65  | 武漢体育中心体育場                                       | 60,000   | 武漢市             | 中国                   |                                                   |
| =65  | エスタディオ・メトロポリターノ・ロベルト・メレンデス     | 60,000   | バランキヤ         | コロンビア             |                                                   |
| =65  | アル・ジャジーラ・ムハンマド・ビン・ザーイド・スタジアム | 60,000   | アブダビ           | アラブ首長国連邦       |                                                   |

## その他
6万席未満のスタジアムの一覧。

### ヨーロッパ

#### イングランド
- ヴィラ・パーク <アストン・ヴィラFC> 42,640
- セント・アンドルーズ・スタジアム <バーミンガム・シティFC> 30,009
- イーウッド・パーク <ブラックバーン・ローヴァーズFC> 31,367
- マクロン・スタジアム <ボルトン・ワンダラーズFC> 28,723
- ターフ・ムーア <バーンリーFC> 22,546
- スタンフォード・ブリッジ <チェルシーFC> 42,055
- グディソン・パーク <エヴァートンFC> 40,569
- クレイヴン・コテージ <フルハムFC> 26,000
- KCスタジアム <ハル・シティAFC> 25,404
- アンフィールド <リヴァプールFC> 45,362
- シティ・オブ・マンチェスター・スタジアム <マンチェスター・シティFC> 48,000
- フラットン・パーク <ポーツマスFC> 20,224
- ブリタニア・スタジアム <ストーク・シティFC> 28,383
- スタジアム・オブ・ライト <サンダーランドAFC> 49,000
- ホワイト・ハート・レーン <トッテナム・ホットスパーFC> 36,310
- ブーリン・グラウンド (アップトン・パーク) <ウェストハム・ユナイテッドFC> 35,303
- DWスタジアム <ウィガン・アスレティックFC> 25,138
- モリニュー・スタジアム <ウルヴァーハンプトン・ワンダラーズFC> 29,303
- プライド・パーク <ダービー・カウンティFC> 33,597
- リヴァーサイド・スタジアム <ミドルスブラFC> 35,100
- セント・ジェームズ・パーク <ニューカッスル・ユナイテッドFC> 52,387
- マデイスキー・スタジアム <レディングFC> 24,161
- ヒルズボロ・スタジアム <シェフィールド・ウェンズデイFC> 39,814
- ザ・ホーソンズ <ウェスト・ブロムウィッチ・アルビオンFC> 28,003

取り壊し・建設中
- ハイベリー (旧アーセナル・スタジアム) <アーセナルFC> 38,500
- スタンリー・パーク・スタジアム <リヴァプールFC> 70,000+
- 旧ウェンブリー・スタジアム <イングランド代表> 82,000

#### スペイン
- エスタディオ・デ・ロス・フエゴス・メディテラネオス <UDアルメリア> 22,000
- サン・マメス <アスレティック・ビルバオ> 58,000?
- エスタディオ・デ・リアソル <デポルティーボ・ラ・コルーニャ> 34,600
- エスタディ・コルネリャ＝エル・プラット <RCDエスパニョール> 40,000?
- コリセウム・アルフォンソ・ペレス <ヘタフェCF> 14,400
- エル・モリノン <スポルティング・デ・ヒホン> 25,885
- エスタディオ・ビセンテ・カルデロン <アトレティコ・マドリード> 54,851
- ラ・ロサレーダ <マラガCF> 28,963
- イベロスター・エスタディ <RCDマジョルカ> 23,142
- エル・サダール <CAオサスナ> 19,800
- エスタディオ・エル・サルディネーロ <ラシン・サンタンデール> 22,271
- エスタディオ・ラモン・サンチェス・ピスフアン <セビージャFC> 45,500
- エスタディオ・エリオドロ・ロドリゲス・ロペス <CDテネリフェ> 24,000
- エスタディオ・デ・メスタージャ <バレンシアCF> 52,469
- ホセ・ソリージャ <レアル・バジャドリード> 26,512
- エスタディオ・デ・ラ・セラミカ<ビジャレアルCF> 25,000
- エスタディオ・ムニシパル・デ・チャピン <ヘレスCD> 20,300
- エスタディオ・デ・ラ・ロマレーダ <レアル・サラゴサ> 34,496
- エスタディオ・マヌエル・ルイス・デ・ロペーラ <レアル・ベティス> 52,132
- エスタディオ・シウダ・デ・バレンシア <レバンテUD> 25,534
- エスタディオ・ヌエバ・コンドミーナ <レアル・ムルシア> 31,045
- エスタディオ・ヌエボ・コロンビーノ <レクレアティーボ・ウエルバ> 20,594

使用終了
- エスタディ・オリンピック・リュイス・コンパニス <RCDエスパニョール> 55,926

#### イタリア
- スタディオ・アトレティ・アズーリ・ディターリア <アタランタ・アルビーノレッフェ> 26,393
- スタディオ・サン・ニコラ <FCバーリ1908> 58,248
- スタディオ・レナート・ダッラーラ <ボローニャFC> 38,279
- スタディオ・サンテーリア <カリアリ> 23,486
- スタディオ・アンジェロ・マッシミーノ <カターニア> 23,420
- スタディオ・マルカントニオ・ベンテゴディ <キエーヴォ・ヴェローナ / エラス・ヴェローナ> 39,211
- スタディオ・アルテミオ・フランキ <フィオレンティーナ> 47,282
- スタディオ・ルイジ・フェッラーリス <ジェノア・サンプドリア> 36,743
- スタディオ・オリンピコ・ディ・トリノ <トリノFC> 28,000
- スタディオ・アルマンド・ピッキ <リヴォルノ> 19,238
- スタディオ・レンツォ・バルベラ <パレルモ> 36,442
- スタディオ・エンニオ・タルディーニ <パルマ・カルチョ1913> 27,906
- スタディオ・アルテミオ・フランキ＝モンテパスキ・アレーナ <SSローブル・シエーナ> 15,373
- スタディオ・フリウーリ <ウディネーゼ> 41,652
- スタディオ・ヴィア・デル・マーレ <USレッチェ> 33,876
- スタディオ・オレステ・グラニッロ <レッジーナ> 27,763

#### ドイツ
- アイエムテック・アレーナ <ハンブルガーSV> 57,274
- ゴットリーブ・ダイムラー・シュタディオン <VfBシュトゥットガルト> 54,267
- ヴァルトシュタディオン <アイントラハト・フランクフルト> 52,300
- ニーダーザクセン・シュタディオン <ハノーファー96> 49,000
- フランケン・シュタディオン <1.FCニュルンベルク> 47,000
- バイ・アレーナ <バイエル・レバークーゼン> 22,500

#### フランス
- パルク・デ・プランス <パリ・サンジェルマン> 45,500
- スタッド・ルイ・ドゥ (ルイ2世スタジアム・モナコ国内) <ASモナコ> 18,500

#### オランダ
- アムステルダム・アレナ <アヤックス> 51,859
- フェイエノールト・スタディオン <フェイエノールト> 51,177
- フィリップス・スタディオン <PSV> 36,500

#### スウェーデン
- ロースンダ・スタディオン <AIKソルナ・スウェーデン代表> 36,608

#### ベルギー
- ボードゥアン国王競技場 (旧ヘイゼルスタジアム) <ベルギー代表> 50,122

#### ポルトガル
- エスタディオ・ジョゼ・アルバラーデ <スポルティングCP> 52,000
- エスタディオ・ド・ドラゴン <FCポルト> 52,000

### 南米

#### アルゼンチン
- エスタディオ・モヌメンタル・アントニオ・ベスプチオ・リベルティ <リーベル・プレート / アルゼンチン代表> 57,921
- ラ・ボンボネーラ <ボカ・ジュニアーズ> 49,000

#### ブラジル
- エスタジオ・ド・パカエンブー <コリンチャンス> 37,180